# Gran Premio del Belgio 1949
Il Gran Premio del Belgio 1949 è stato un Gran Premio di automobilismo, seconda Grande prova della stagione 1949.

## Gara

### Risultati
| Pos | Nr | Pilota             | Vettura          | Giri | Tempo/Ritiro    |
| --- | -- | ------------------ | ---------------- | ---- | --------------- |
| 1   | 24 | Louis Rosier       | Talbot-Lago T26C | 35   | 3h15:17.7       |
| 2   | 2  | Luigi Villoresi    | Ferrari 125      | 35   | + 49.1          |
| 3   | 4  | Alberto Ascari     | Ferrari 125      | 35   | + 4:10.7        |
| 4   | 6  | Peter Whitehead    | Ferrari 125      | 35   | + 5:17.9        |
| 5   | 28 | Johnny Claes       | Talbot-Lago T26C | 34   | + 1 giro        |
| 6   | 14 | Fred Ashmore       | Maserati 4CLT/48 | 33   | + 2 giri        |
| 7   | 18 | Geoff Crossley     | Alta GP          | 30   | + 5 giri        |
| Rit | 10 | Benedicto Campos   | Maserati 4CLT/48 | 20   | Pompa dell'olio |
| Rit | 20 | Philippe Étancelin | Talbot-Lago T26C | 19   | Cambio          |
| Rit | 26 | Guy Mairesse       | Talbot-Lago T26C | 15   | Incidente       |
| Rit | 22 | Pierre Levegh      | Talbot-Lago T26C | 10   | Guasto          |
| Rit | 12 | Nino Farina        | Maserati 4CLT/48 | 8    | Incidente       |
| Rit | 16 | Reg Parnell        | Maserati 4CLT/48 | 7    | Frizione        |
| Rit | 8  | Juan Manuel Fangio | Maserati 4CLT/48 | 1    | Motore          |